# Pilatus PC-12

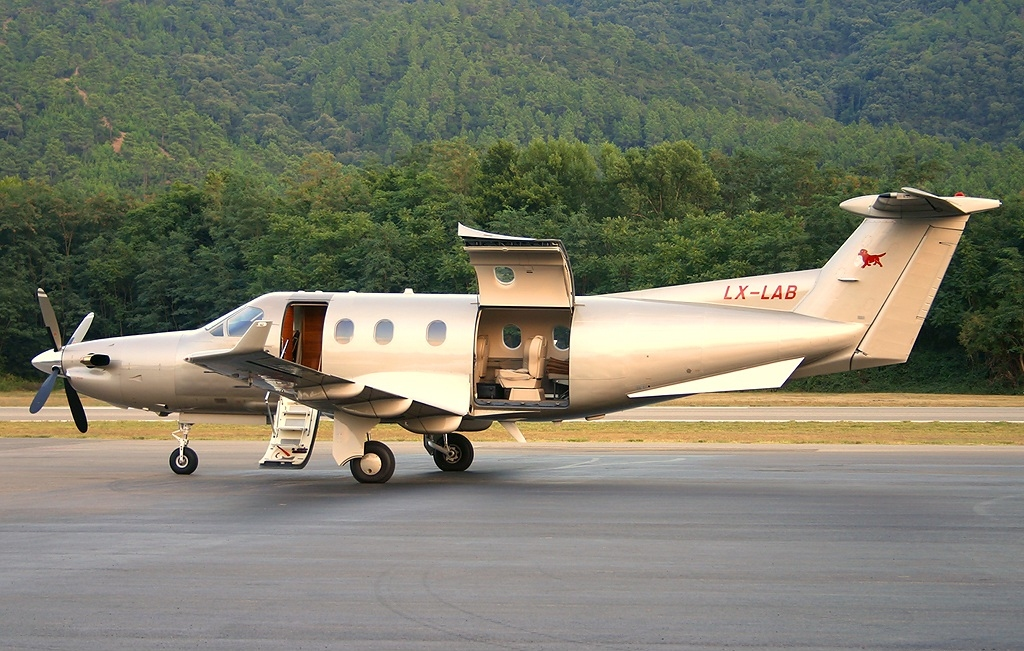
Pilatus PC-12-45 met deuren open

De Pilatus PC-12 is een licht Zwitsers eenmotorig laagdekker turboprop passagiers- en vrachtvliegtuig, gebouwd door Pilatus Aircraft. De eerste vlucht vond plaats op 31 mei 1991. Er zijn sinds 1991 totaal 2000 exemplaren gebouwd. De PC-12 is een van de meest succesvolle eenmotorige turbopropvliegtuigen met drukcabine.

## Ontwerp en historie
Uitgangspunt bij het PC-12 ontwerp was een veelzijdig eenmotorig turbopropvliegtuig met intrekbaar landingsgestel dat even veilig en betrouwbaar was als een tweemotorige turboprop. Met bovendien een ruime cabine en de mogelijkheid om met een hoge snelheid grote afstanden af te leggen. Het geheel metalen toestel is een van de weinige single turboprops met een drukcabine die geschikt is voor onverharde landingsbanen. De PC-12 is uitgerust met een airstair passagiersdeur aan de voorkant en een grote vrachtdeur in het rompgedeelte aan de achterkant van de vleugel. De piloot heeft de beschikking over een glass cockpit en een drie-assige automatische piloot. Het vliegtuig is uitgerust met een de-icing systeem en verwarmde voorruit.
De cabine kan in diverse configuraties worden geleverd, van luxe zakenvliegtuig tot vrachtvliegtuig. Een combinatie van passagiers en vracht is ook mogelijk. De grote vrachtdeur maakt het mogelijk ook pallets aan boord te brengen. Tevens is het toestel zeer geschikt als ambulancevliegtuig.
In 1994 was de Royal Flying Doctor Service de eerste klant van de Pilatus PC-12. Deze Australische organisatie heeft 32 van deze toestellen in dienst.

## Varianten
PC-12
Originele productievariant werd in 1994 in Zwitserland gecertificeerd. Met een Pratt & Whitney Canada PT6A-67B motor en conventionele round-dial-instrumenten.
PC-12/45
In 1996 gecertificeerd met een Pratt & Whitney Canada PT6A-67B motor, maximum startgewicht is verhoogd naar 4500 kg. Iedere originele PC-12 kan worden geconverteerd naar een PC-12/45.
PC-12/47
Gecertificeerd in 2005 met een Pratt & Whitney Canada PT6A-67B motor, maximum startgewicht verhoogd naar 4740 kg.
PC-12/47E
Variant uit 2008 met nieuwe avionics en een Pratt & Whitney Canada PT6A-67P motor. Ook bekend onder de naam: PC-12 NG (Next Generation).
PC-12NGX
Nieuwe naam voor de PC-12/47E met een PT6E-67XP motor inclusief FADEC autothrotlle, 537 km/u maximum kruissnelheid en 10% grotere ramen. Nieuwe Primus Honeywell avionics.
PC-12M Spectre, "Eagle"
Versie voor speciale paramilitaire missies. Bedoeld voor de Amerikaanse markt.
U-28A Draco
United States Air Force aanduiding voor de PC-12/45.

## Prominent ongeval
Op 3 oktober 2021 crashte een PC-12 privévliegtuig, met als bestemming het eiland Sardinië, op een leegstaand gebouw in San Donato Milanese ongeveer 5 minuten na de start vanaf de luchthaven Linate (Milaan). Het vliegtuig is volledig verloren gegaan. Het getroffen gebouw liep aanzienlijke brandschade op. De piloot van het toestel was de Roemeense vastgoedmiljardair Dan Petrescu. Alle acht inzittenden, inclusief de piloot, kwamen om het leven.  

## Vergelijkbare vliegtuigen
- Socata TBM
- Piper Meridian
- Beechcraft Denali